# Unified Expression Language
A Java Unified Expression Language (UEL) egy speciális célú programozási nyelv, melyet legtöbbször webalkalmazásokban használnak kifejezéseknek a weblapba ágyazására. A Java specifikáció készítői, és a Java többrétegű webes technológiák szakértői csoportjai egy olyan leírónyelvet szerettek volna létrehozni, amely már része a JSP 2.1 specifikációnak (JSR-245). Bár a leírónyelv része a JSP specifikációnak, nem függ tőle, így nagy számú más technológia áll rendelkezésére.

## Története
Az EL a  JSP Tag könyvtár (JavaServer Pages Standard Tag Library - JSTL) részeként jött létre, kezdetben neve pedig SPEL (Simplest Possible Expression Language) volt. Egyszerű hozzáférést adott data object-ekhez, azonban az évek során egyre több kifinomult funkciót olvasztott magába, fejlesztői körökben növekvő népszerűsége és sikere miatt pedig a JSP 2.0 specifikációnak is részévé vált.
Még a JSP 2.0 fejlesztésével egy időben került ki a JavaServer Faces technológia, mely szintén igényelte az EL használatát. Annak ellenére azonban, hogy az EL-t a JSP 2.0 specifikálja, nem elégít ki minden fejlesztői igényt, melyet a JSF támaszt felé. A legnyilvánvalóbb megszorítás abban nyilvánul meg, hogy kifejezései azonnal kiértékelődnek. Ezen felül a JSF komponensek számára szükséges egy módszer, mellyel hivatkozhatnak szerver oldali objektumokra. Így egy kifinomultabb nyelvet definiáltak ami az alábbi szolgáltatásokat biztosította:
- Elhalasztott kifejezések, melyek nem azonnal értékelődnek ki
- Kifejezések, melyek nem csak lekérhetnek, hanem be is állíthatnak adatokat
- Kifejezések, melyek meghívhatnak metódusokat

Az új nyelv jól ellátta a JSF által igényelt feladatokat, a fejlesztők azonban problémákba ütköztek a JSF EL és a JSP EL integrálása során a felmerülő konfliktusok feloldásakor. Ezen inkompatibilitási pontok miatt az Egyesített EL kezdetben ezeket a nyelveket próbálta egyesíteni. Végül a JSP 2.1-gyel a JSP 2.0 EL és a JSF 1.1 EL egyetlen közös leírónyelvvé való egyesítése jött létre (EL 2.1).

## Szolgáltatások
Az egységesített EL a JSP EL és a JSF EL nyelvek egy egyesítése, uniója. A JSP EL által biztosított szolgáltatásokon túl az egységesített EL az alábbi szolgáltatásokat biztosítja:
- Elhalasztott kiértékelés
- Értékek beállítását, és metódushívást végző kifejezések támogatása
- Egy egységes API kifejezések feloldására

## Példák
Egy példa, mely az Egyesített EL használatát mutatja egy JSTL "c:out" tagban:
```
  
<c:out
 
value=
"${myBean.myField}"
 
/>

```

Kifejezés, mely egy metódust hív meg egy paraméterrel:
```
  
${myBean.addNewOrder('orderName')}

```

## Implementációk
A JUEL az Egységesített Kifejezésnyelv egy nyílt forráskódú implementációja. A szolgáltatások mindegyikét biztosítja, és az Apache License 2.0 engedélyével rendelkezik. A JUEL felhasználható nem JSP-t használó alkalmazások készítésére is.

## Külső hivatkozások
- JSR 245: JavaServer Pages 2.1
- Unified Expression Language (article at oracle.com)
- Unified Expression Language for JSP and JSF (article at java.net)
- JUEL is an implementation of the Unified Expression Language (EL), specified as part of the JSP 2.1 standard (JSR-245).